# Voçac
Voussac és un municipi francès, situat al departament de l'Alier i a la regió d'Alvèrnia-Roine-Alps. L'any 2007 tenia 463 habitants.

## Demografia

### Població
El 2007 la població de fet de Voussac era de 463 persones. Hi havia 205 famílies de les quals 64 eren unipersonals (44 homes vivint sols i 20 dones vivint soles), 81 parelles sense fills, 52 parelles amb fills i 8 famílies monoparentals amb fills.
La població ha evolucionat segons el següent gràfic:
Habitants censats

### Habitatges
El 2007 hi havia 330 habitatges, 210 eren l'habitatge principal de la família, 59 eren segones residències i 62 estaven desocupats. 323 eren cases i 5 eren apartaments. Dels 210 habitatges principals, 166 estaven ocupats pels seus propietaris, 40 estaven llogats i ocupats pels llogaters i 4 estaven cedits a títol gratuït; 2 tenien una cambra, 21 en tenien dues, 39 en tenien tres, 56 en tenien quatre i 92 en tenien cinc o més. 145 habitatges disposaven pel capbaix d'una plaça de pàrquing. A 103 habitatges hi havia un automòbil i a 83 n'hi havia dos o més.

### Piràmide de població
La piràmide de població per edats i sexe el 2009 era:
| Homes | Edats   | Dones |
| ----- | ------- | ----- |
| 0     | 95 o +  | 0     |
| 4     | 90 a 94 | 0     |
| 8     | 85 a 89 | 8     |
| 4     | 80 a 84 | 0     |
| 24    | 75 a 79 | 12    |
| 20    | 70 a 74 | 24    |
| 4     | 65 a 69 | 4     |
| 16    | 60 a 64 | 12    |
| 12    | 55 a 59 | 16    |
| 8     | 50 a 54 | 20    |
| 12    | 45 a 49 | 16    |
| 12    | 40 a 44 | 8     |
| 20    | 35 a 39 | 16    |
| 24    | 30 a 34 | 16    |
| 8     | 25 a 29 | 20    |
| 12    | 20 a 24 | 12    |
| 8     | 15 a 19 | 8     |
| 8     | 10 a 14 | 12    |
| 16    | 5 a 9   | 8     |
| 12    | 0 a 4   | 8     |

## Economia
El 2007 la població en edat de treballar era de 271 persones, 198 eren actives i 73 eren inactives. De les 198 persones actives 172 estaven ocupades (97 homes i 75 dones) i 26 estaven aturades (11 homes i 15 dones). De les 73 persones inactives 33 estaven jubilades, 12 estaven estudiant i 28 estaven classificades com a «altres inactius».

### Ingressos
El 2009 a Voussac hi havia 215 unitats fiscals que integraven 466 persones, la mediana anual d'ingressos fiscals per persona era de 15.371 €.

### Activitats econòmiques
Dels 10 establiments que hi havia el 2007, 1 era d'una empresa de fabricació d'altres productes industrials, 1 d'una empresa de construcció, 3 d'empreses de comerç i reparació d'automòbils, 1 d'una empresa de transport, 1 d'una empresa d'hostatgeria i restauració, 1 d'una empresa immobiliària, 1 d'una empresa de serveis i 1 d'una empresa classificada com a «altres activitats de serveis».
Dels 4 establiments de servei als particulars que hi havia el 2009, 1 era una oficina de correu, 1 taller de reparació d'automòbils i de material agrícola, 1 lampisteria i 1 restaurant.
Dels 2 establiments comercials que hi havia el 2009, 1 era una botiga de menys de 120 m² i 1 una floristeria.
L'any 2000 a Voussac hi havia 20 explotacions agrícoles que ocupaven un total de 1.386 hectàrees.

## Equipaments sanitaris i escolars
El 2009 hi havia una escola elemental integrada dins d'un grup escolar amb les comunes properes formant una escola dispersa.

## Poblacions més properes
El següent diagrama mostra les poblacions més properes.